# DN19
DN19 este un drum național din România, care leagă orașele Oradea, Carei, Satu Mare și Sighetu Marmației. Când ajunge la Satu Mare, drumul se desparte în DN19 și DN19H, care este centura orașului Satu Mare. Între unirea cu drumul 194 și reîntâlnirea cu DN19, drumul DN19H are standarde de drum expres.
La Valea lui Mihai, o mică ramificație duce la granița cu Ungaria.